# Francis Burt (gouverneur)
Pour les articles homonymes, voir Francis Burt et Burt.
Francis Burt, né le 13 janvier 1807 et mort le 18 octobre 1854, est un homme politique démocrate américain originaire de Caroline du Sud. Il est brièvement gouverneur du territoire du Nebraska en 1854.

## Biographie

### Situation personnelle
Burt est né le 13 janvier 1807, de Francis et Katherine (Miles) Burt à Pendleton, en Caroline du Sud. Cinquième d'une fratrie dix enfants, il fréquente l'Académie de Pendleton mais sans obtenir son diplôme. Après avoir terminé ses études formelles, Burt étudie le droit sous la direction de Warren R. Davis avant d'établir sa propre pratique juridique. En 1831, il épouse Georgianna Hall de Charleston. Trois garçons et cinq filles sont issus de ce mariage: Frank, Armistead, George Ann, Harriett Giraud, Joanna Lois, Mary Eliza, Katherine et George Abbott.
Burt s'est lancé en politique en tant que membre de la Convention de Nullification de la Caroline du Sud, étant l'un des 136 délégués votant en faveur de l'Ordonnance de Nullification. En plus de la convention, en 1832, Burt est élu à l'Assemblée générale de Caroline du Sud. Il est resté au législatif de l'État jusqu'en 1844, date à laquelle il est élu trésorier de l'État. Burt quitte ses fonctions après un seul mandat et devient rédacteur en chef du Pendleton Messenger de 1847 à 1851. En 1852, il est membre de la Convention constitutionnelle de la Caroline du Sud.

### Gouverneur du Nebraska
En raison de sa participation active au Parti démocrate, le président Franklin Pierce nomme Burt au Département du Trésor des États-Unis en 1853. L'année suivante, Pierce devait nommer un gouverneur pour le territoire du Nebraska nouvellement créé. Après que William Orlando Butler ait refusé le poste, le président choisit Burt. Le nouveau gouverneur est commissionné le 2 août 1854 et quitte sa maison à Pendleton pour le Nebraska le 11 septembre.
Le fils de Burt, Armistead, et plusieurs de ses voisins l'accompagnent lors du voyage de quatre semaines vers le nouveau territoire. Le nouveau gouverneur souffrait de problèmes digestifs depuis plusieurs années et a connu une intensification des symptômes en route. Son état médical était tel qu'il passe plusieurs jours à Saint-Louis dans le Missouri, sous la surveillance d'un médecin. À son arrivée à Bellevue le 7 octobre, Burt fait une rechute et est immédiatement confiné à un lit de malade dans la mission presbytérienne locale auprès des Otos et des Omahas.
Le juge Fenner Ferguson prête serment à Burt le 16 octobre 1854. Deux jours plus tard, le 18 octobre 1854, le gouverneur décède. Après la mort du gouverneur Burt, le secrétaire territorial Thomas B. Cuming devient gouverneur par intérim jusqu'à l'arrivée du gouverneur Mark W. Izard.
Le corps de Burt est renvoyé à Pendleton, Caroline du Sud, pour y être enterré. En janvier 1855, la législature territoriale du Nebraska nomme le comté de Burt au Nebraska, en l'honneur du gouverneur décédé.

## Sources
- (en) Cet article est partiellement ou en totalité issu de l’article de Wikipédia en anglais intitulé « Francis Burt (Nebraska) » (voir la liste des auteurs).

### Ouvrages
- (en) Thomas A. McMullin et David Walker, Biographical Directory of American Territorial Governors, Meckler, 1984 (ISBN 0-930466-11-X)
- (en) Julius Sterling Morton, Illustrated history of Nebraska; a history of Nebraska from the earliest explorations of the trans-Mississippi region, with steel engravings, photogravures, copper plates, maps, and tables, Jacob North & Co., 1905